# آلی آرجونا
آلی آرجونا (به تامیلی: Alli Arjuna) فیلمی هندی محصول سال ۲۰۰۲ و به کارگردانی ساران است. در این فیلم بازیگرانی همچون مانوج باراتیراجا، ریچا پالود، پریتا ویجایاکومار و آمبیکا ایفای نقش کرده‌اند.